# Poire (caricature)
Vous lisez un « bon article » labellisé en 2021.
Pour les articles homonymes, voir Poire (homonymie).

Transformation de Louis-Philippe en poire d'après les croquades de Charles Philipon, republiées sous une forme modifiée en 1834.

La caricature de Louis-Philippe Ier en poire, créée par Charles Philipon en 1831 et publiée dans La Caricature sous le titre La Poire la même année, a connu un immense succès sous la monarchie de Juillet et reste associée à ce roi.
Cette vogue est paradoxale puisqu'elle ne s'explique ni par un sens argotique ni par une valeur iconique préexistants de la poire. Il s'agit au contraire d'une création graphique souvent attribuée, à tort, à Honoré Daumier, alors qu'elle a été revendiquée par Charles Philipon et exploitée pour la première fois en novembre 1831, lors d'un procès ayant pour enjeu l'exercice de la liberté de la presse, que le gouvernement avait reconnue au terme des Trois Glorieuses mais qu'il rechignait à respecter.
La Poire est ainsi devenue en même temps le symbole de la « guerre de Philipon contre Philippe », de la lutte d'une poignée d'artistes de la presse satirique pour défendre les valeurs républicaines, et l'emblème qu'ils ont attribué à Louis-Philippe et à son régime, en l'enrichissant de différents niveaux de significations superposés. Le succès de cet emblème s'est traduit par la prolifération du signe dans toute la France et a contribué au rétablissement, en 1835, d'une censure de la presse.
Disparu un temps, l'emblème de la Poire est réapparu lors de la révolution de 1848, puis à nouveau en 1871 et perdure, détaché de la personne de Louis-Philippe, comme le symbole d'un pouvoir ridicule ou comme le signal de l'inflexion bourgeoise d'une politique.

## Contextualisation de la Poire

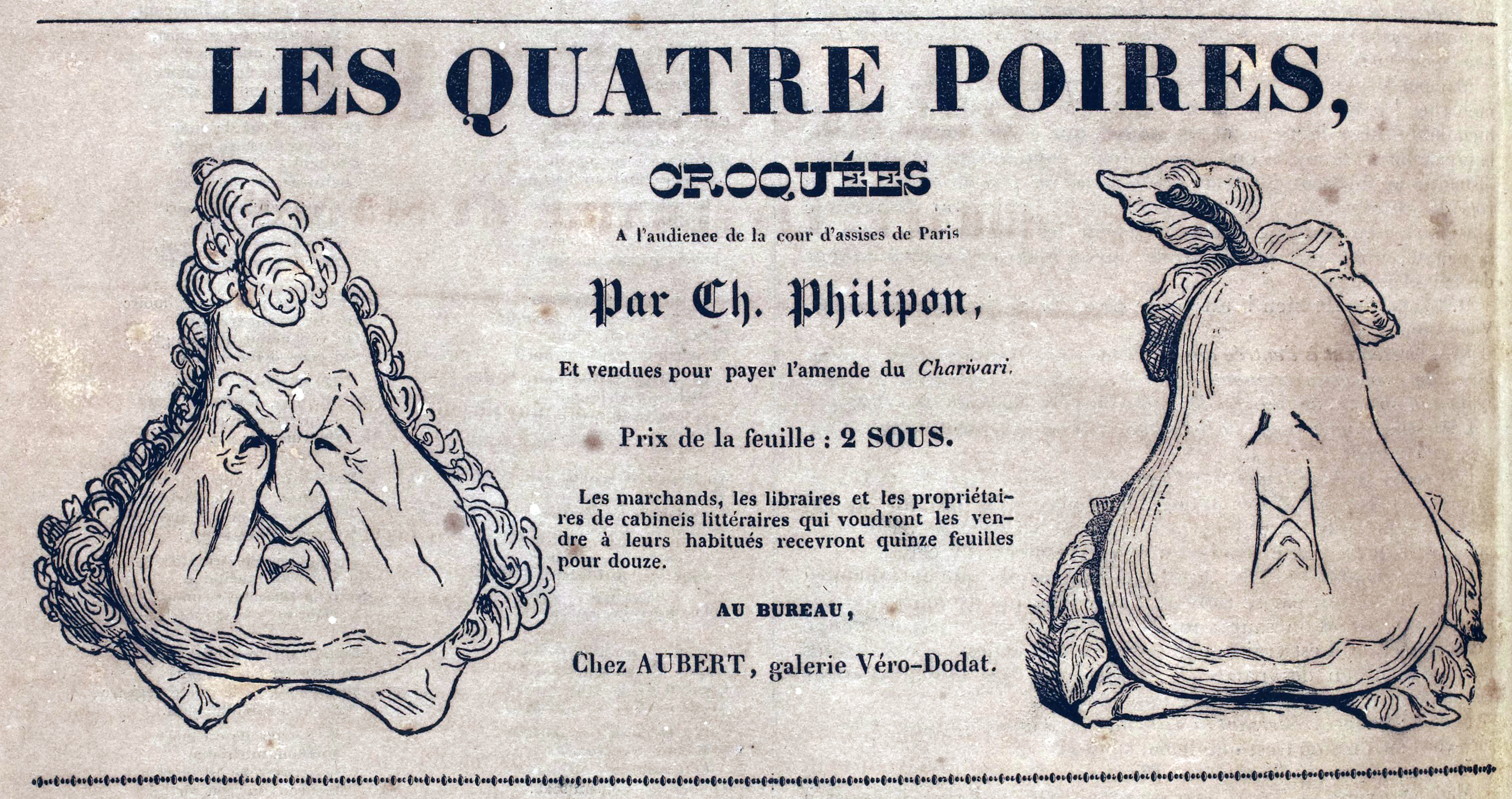
Publicité de 1834 dans La Caricature.

La Poire, considérée en tant « qu'emblème », et non que fruit, est étroitement liée au roi  Louis-Philippe. C'est en outre « l'image mentale qui vient immédiatement à l'esprit à l'évocation de la monarchie de Juillet ». Paradoxalement, cette inséparabilité entre le roi et son emblème donne lieu à deux erreurs : d'une part, on croit généralement que le terme de « poire » désignait à l'époque de Louis-Philippe un imbécile et que ce sens argotique a justifié le choix de cet emblème ; d'autre part, la création de cet emblème est souvent attribuée à Honoré Daumier, alors que Charles Philipon l'a revendiquée pour lui-même.

### Sens métaphorique de la poire avant Philipon
Plusieurs auteurs prennent pour acquis que la poire désignait sous la monarchie de Juillet un imbécile et que ce sens argotique justifie le choix de ce fruit pour représenter le roi. Ainsi, pour Ernst Kris et Ernst Gombrich, la poire était déjà porteuse, avant que Philipon ne s'en empare, d'un sens péjoratif dans « l'argot parisien » et désignait un idiot (fathead). Edwin DeTurck Bechtel élargit cette dénotation : selon lui, une poire représentait « une tête ou un visage, un imbécile ou un idiot ». Nicola Cotton considère dans le même sens que les caricatures de Philipon sont venues « renforcer une connexion préexistante » et que leur succès ne saurait s'expliquer si cette connexion n'avait pas été immédiatement comprise.
Mais les ouvrages de référence justifiant un tel sens argotique du terme « poire » sont postérieurs à la monarchie de Juillet, par exemple celui d'Henri Bauche, utilisé à titre de preuve par Gabriel Weisberg. Cet anachronisme conduit James Cuno à estimer que la dénotation d'imbécilité n'est pas étayée par l'examen des dictionnaires d'argot de l'époque et que ce sens est postérieur aux caricatures de Philipon. En revanche, cet auteur considère qu'il y a bien des connotations préexistantes à l'usage de l'emblème de la Poire par Philipon, mais que celles-ci sont plutôt sexuelles, voire que « l'histoire de la poire en tant qu'emblème érotique reste à écrire »,.
James Cuno propose en effet, pour comprendre les connotations attachées par le public de Philipon à la Poire, de prendre en considération deux paronymes ayant un sens argotique : d'une part le poivre et ses dérivés (poivrade, poivrer et poivrière), qui évoquent la syphilis et la transmission des maladies vénériennes, et d'autre part le poireau, qui désigne le pénis,. Selon Cuno, on ne peut, sans ce contexte, comprendre la plaisanterie de Balzac dans Le Père Goriot où, quand Vautrin, lui-même décrit comme homosexuel, se moquant de l'attirance du père Poiret pour Mademoiselle Michonneau, souligne que Poiret « dérive de poire », Bianchon lui rétorque : « [Poire] molle ! […] Vous seriez alors entre la poire et le fromage ». Cuno estime que cette plaisanterie joue sur le fait que « la poire a des connotations phalliques, qu'elle évoque le spectre de l'homosexualité » et qu'elle « ne pouvait être drôle à moins qu'[elle] ne comporte des connotations phalliques qui puissent être retournées contre l'homosexualité de Vautrin ».
| - Mayeux pharmacien. Traviès, 1831. - Mayeux charcutier, Traviès, 1831. |

De son côté, Fabrice Erre, tout en jugeant comme Cuno que le sens d'imbécilité est postérieur, considère, à l'examen des dictionnaires de l'époque, qu'il n'y avait pas non plus de connotations sexuelles, ni dans le langage soutenu, ni dans le langage populaire, et que la poire n'était, avant Philipon, « chargée d'aucun sens particulier ».
L'absence d'un sens argotique quelconque au mot « poire » dans les dictionnaires avant son utilisation en 1831 par Philipon n'est toutefois pas jugée décisive par le Dictionnaire historique de la langue française, pour lequel la mise en équivalence d'une tête et d'un fruit est « banale », qu'il s'agisse d'une poire, d'une pomme, d'un citron ou d'une fraise.
Sur le plan graphique, il existe quelques exemples d'utilisation de la forme de poire dans la caricature au début du XIXe siècle, qui ne sont toutefois associés ni à l'imbécilité, ni à un sous-entendu sexuel. Ségolène Le Men estime toutefois que la comparaison entre l'usage de la forme de la poire dans de telles caricatures et celui de la Poire en tant qu'emblème de Louis-Philippe permet de « reconnaître deux sèmes dominants et contradictoires, le vide et le plein », la poire étant « pleine de vide ».
| - Caricature de George IV et Caroline de Brunswick. George Cruikshank, 1820. - Caricature d'Alexandre Du Sommerard. Jean-Baptiste Isabey, c. 1827. |

Nonobstant, hormis ces antécédents caricaturaux isolés, l'usage iconographique de la poire sur une longue période ne semble la prédestiner ni à un usage caricatural, ni a fortiori au prodigieux succès de celui-ci à partir de 1831. Au contraire, la poire est un attribut récurrent de la Madone dans l'imagerie chrétienne, souvent associé à la thématique de la Vierge du lait, qui suggère la douceur de la vertu, ou permet une variation par rapport au symbolisme de la pomme: figurant la rédemption du péché originel, la poire est ainsi préférée à la pomme, cette dernière étant interprétée dès le haut Moyen Âge comme un « fruit fatal », en raison de l'homonymie entre les mots latins mālum (pommier, avec un a long) et mălum (mal, avec un a court). Peytel fait écho à cette tradition dans sa Physiologie de la poire (1832), où il consacre un chapitre entier à « la Poire considérée sous son point de vue aphrodisiaque », y soutenant sur le mode humoristique que c'est avec une poire et non une pomme que le serpent a tenté Ève.
| - Madone à la poire. Joos van Cleve, c. 1515. - Le Diable emporte les fruits !! Traviès, 1833. |

Fabrice Erre tire toutefois de ce sens iconographique préalable la conséquence que non seulement il n'a « aucune utilité pour Philipon », mais, se référant aux analyses de James Cuno, qu'il interdit en outre « d'imaginer que la Poire puisse être, en ce début de XIXe siècle, un motif universellement admis comme pornographique ».
Sur le plan politique, la métaphore de la poire mûre est commune en France depuis la fin du XVIIIe siècle. Jacques-René Hébert l'emploie dans Le Père Duchesne en 1792, affirmant dans différents contextes que « la poire est mûre, il faut qu'elle tombe »,. « La poire est mûre » est ensuite une des expressions favorites de Napoléon,, qu'Hippolyte Taine reformule en maxime personnelle : « Attendre que la poire soit mûre, mais ne pas souffrir que, dans l’intervalle, un autre la cueille ». Elle est aussi employée par Saint-Simon s'adressant sur son lit de mort à ses disciples : « La poire est mûre, vous devez la cueillir »,.
| - La Poire était mûre. Anonyme, c. 1815. - La Poire commence à mûrir. Anonyme, 1834. |

### Philipon avant la Poire
Charles Philipon naît à Lyon en 1800 ; il est le fils d'un marchand de papiers peints. À 23 ans, il décide de se consacrer à une carrière artistique et parisienne. Pour subvenir à ses besoins, il travaille dans un premier temps « chez les imagiers de la rue Saint-Jacques [et] chez les fabricants d'étiquettes et de rébus », illustrant un grand nombre d'histoires à deux sous. À partir de 1824, il s'initie à la lithographie, tout en se spécialisant dans le dessin d’œuvres vendues à la planche, produisant pour les principaux marchands de Paris des estampes « assez mal dessinées [et] inégalement lithographiées » sur des sujets divers au goût du jour : séries de modes, caricatures sur les mœurs, annonces comiques, « rien qui se distingue du tout venant ».
| - Occupations d'une femme. Philipon, c. 1830. - Le Chauffe-lit. Philipon, 1830. |

En octobre 1829, Philipon participe à la création du journal La Silhouette, le premier périodique français à exploiter les possibilités nouvelles de la lithographie en publiant régulièrement des illustrations. Il y joue un rôle qualifié par James Cuno de « central » mais considéré par David Kerr comme « difficile à déterminer » et peut-être limité à la seule organisation de la partie lithographique. Deux mois plus tard, en décembre 1829, son beau-frère, Gabriel Aubert, s'étant trouvé ruiné par des spéculations malheureuses, Philipon s'associe à lui pour fonder la Maison Aubert, un « magasin de caricatures » qu'il se propose d'alimenter avec ses propres créations et celles de son réseau de relations professionnelles.

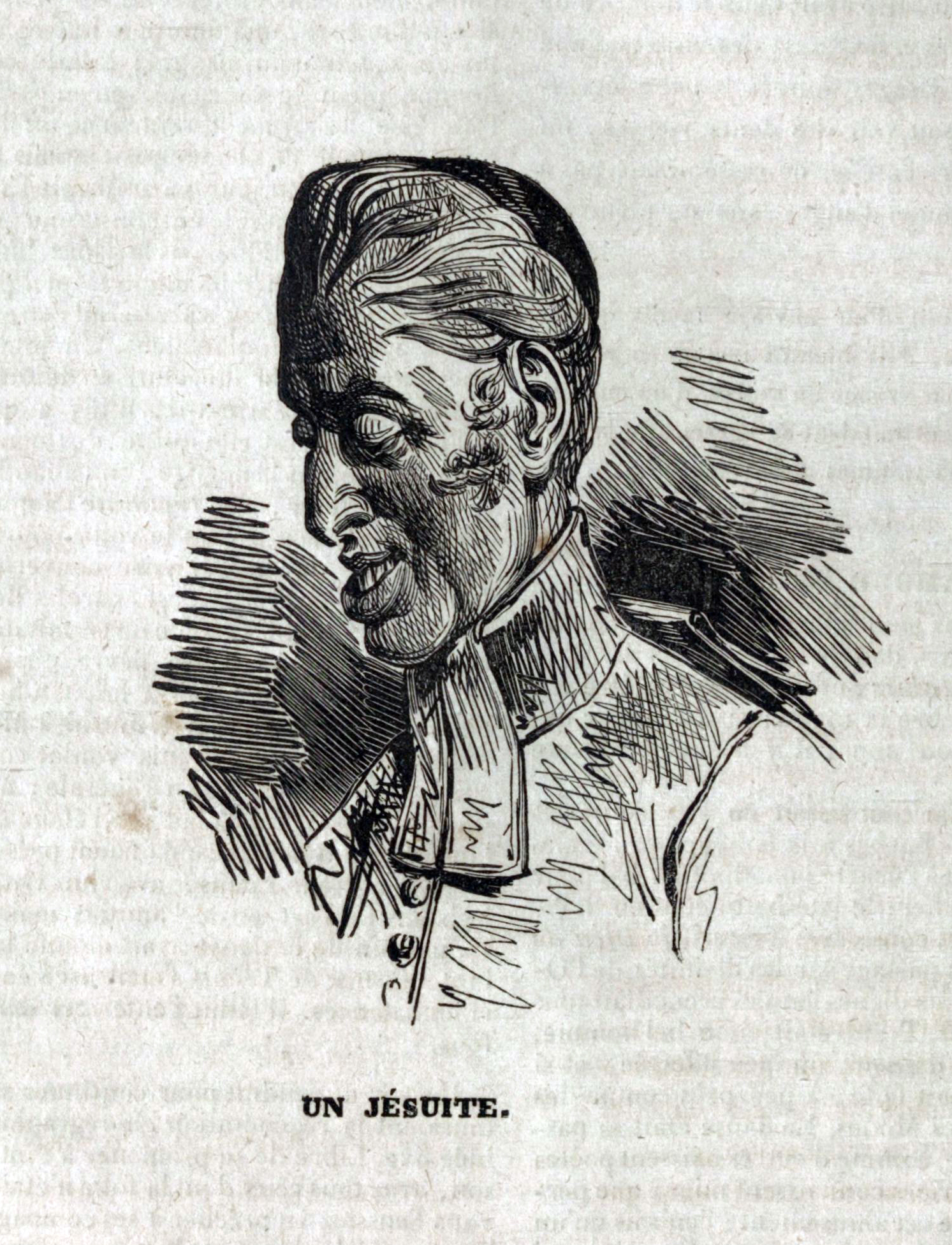
Un jésuite. Philipon, avril 1830.

En avril 1830, La Silhouette publie Un jésuite, une vignette de Philipon représentant Charles X « en soutane et en surplis, les mains jointes, les lèvres pendantes, le regard ahuri, le tout de la plus insolente ressemblance ». Cette caricature exprime graphiquement l'opposition des libéraux aux ultras, le jésuitisme évoquant la manifestation la plus obscure de l'ultracisme. Elle est insérée subrepticement dans le texte pour échapper à la censure. Ce numéro de La Silhouette est saisi. Au procès, le procureur soutient, selon le compte-rendu que Philipon ne se prive pas d'en donner, qu'il est « impossible de dire que ce n’est pas le portrait du Roi qu’on a voulu faire : c’est frappant. Ce qui prouve encore qu’on a voulu représenter le monarque d’une manière grotesque et insultante, c’est qu’on a mis dessous Un jésuite »,. Le directeur-adjoint de la publication, Benjamin-Louis Bellet, est condamné à mille francs d'amende et six mois de prison, mais Philipon, qui prudemment n'avait pas signé sa caricature, échappe à toute condamnation. En revanche, grâce à cette publication, il acquiert une réputation de caricaturiste politique, se découvre un talent en la matière et prend conscience des avantages qu'il peut tirer de l'agitation politique,.
En juillet 1830, au terme des Trois Glorieuses, Louis-Philippe accède au pouvoir. C'est le début de la monarchie de Juillet, qui s'engage à respecter la Charte constitutionnelle du 14 août 1830, dont l'article 7 affirme : « Les Français ont le droit de publier et de faire imprimer leurs opinions en se conformant aux lois. La censure ne pourra jamais être rétablie. » En août 1830, dans le contexte d'une « activité frénétique » de production d'estampes moquant le roi Charles X déchu, aiguillonné par la nécessité d'alimenter le fonds de la nouvelle Maison Aubert, Philipon produit dans un délai de douze jours une série de neuf caricatures de Charles X. James Cuno relève que les caricatures de Charles X que Philipon publie entre avril et août 1830 sont d'un style très différent de ses lithographies antérieures, révélant un « sens puissant de la composition » allié à une « hardiesse d'exécution », tout en estimant Philipon comme « un artiste qui, s'il manque d'un talent artistique original, fait preuve d'ambitions entrepreneuriales et se montre désireux et capable d'exploiter le marché prometteur des images lithographiques ».
| - Armée royal-cruche. Jacques-Louis David, 1794. - Le Dindon. Philipon, août 1830. - Cruche. Philipon, août 1830. |

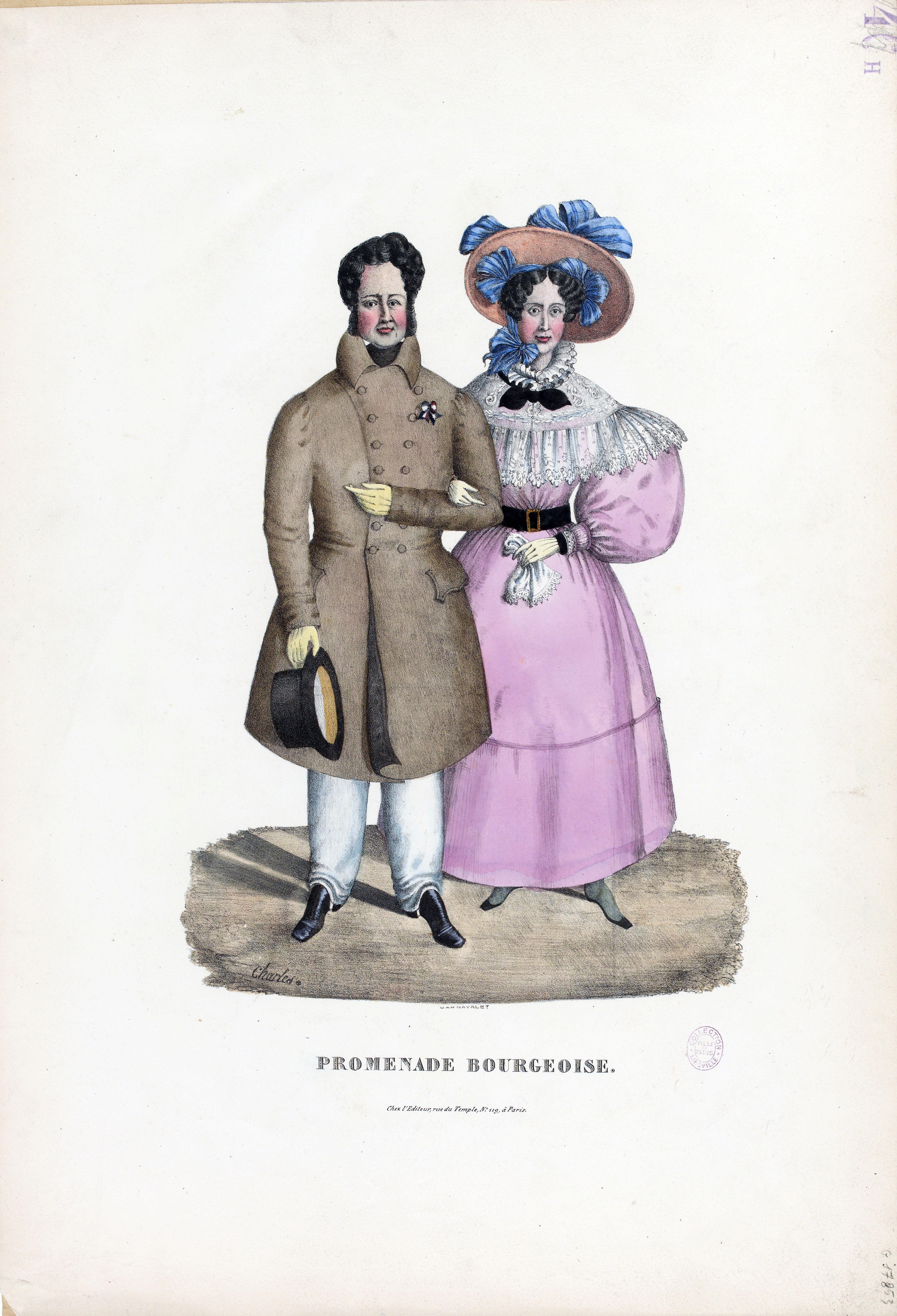
Promenade bourgeoise. Philipon, novembre 1830.

En novembre 1830, Charles Philipon crée son propre hebdomadaire satirique, La Caricature, auquel il apporte ses connaissances en matière d'artistes, d'imprimeurs et de distributeurs, apprises durant sa collaboration à La Silhouette, mais aussi une partie du lectorat de celle-ci, dont la publication cesse en janvier 1831. Comme l'observe Gabriel Weisberg, ses premières représentations de Louis-Philippe, telle Promenade bourgeoise en novembre 1830, ne sont pas hostiles, tout en relevant avec perspicacité l'affectation de bonhomie bourgeoise du roi-citoyen.
En février 1831, Philipon publie une lithographie sans titre, figurant Louis-Philippe qui souffle des bulles d'un savon nommé « mousse de juillet », des promesses telles que « liberté de la presse » ou « la Charte sera une vérité ». La planche n'est pas insérée dans La Caricature et publiée séparément, au prétexte d'une qualité insuffisante, mais plus vraisemblablement pour limiter les conséquences prévisibles. Ségolène Le Men et Nathalie Preiss soulignent que cette caricature porte en germe l'idée qui sera développée à travers la figure de la Poire d'une « boursouflure » et d'une « enflure creuse »,. La planche est saisie chez l'éditeur, ainsi que la pierre chez l'imprimeur. C'est la première caricature à subir un tel sort sous la monarchie de Juillet, qui s'était pourtant constitutionnellement engagée à respecter la liberté de presse. Philipon est accusé d'outrage à la personne du roi. Son avocat fait valoir que la caricature ne représente pas celui-ci, mais « le pouvoir personnifié », le dessinateur n'ayant que « respect et vénération » pour la personne royale. Cet épisode pousse Philipon à donner à La Caricature une « marche politique ».
Le 30 juin 1831, La Caricature publie une caricature anonyme représentant Louis-Philippe en maçon replâtrant un mur pour effacer les traces des Trois Glorieuses. En tant que directeur de la publication, Philipon est de nouveau poursuivi pour offense à la personne du roi.
| - Les Bulles de savon. Philipon, février 1831. - Le Replâtrage, juin 1831 |

### Création de la Poire

#### Naissance argumentative
Au procès du Replâtrage devant la cour d'assises, le 14 novembre 1831, l'avocat de Philipon plaide à nouveau que l'exercice de la liberté de la presse, garantie par la Charte de 1830, implique la possibilité de représenter le pouvoir dans une caricature politique, ce pourquoi, affirme-t-il, il n'existe qu'un seul moyen : « prendre la ressemblance, et non la personne, de celui qui en est l'âme, le chef ». Intervenant après lui, Philipon fait valoir que, si l'on voulait trouver à un quelconque portrait caricatural une ressemblance avec le visage du roi, on pourrait la trouver dès qu'on le voudrait, aussi différente de son sujet que soit la caricature, de sorte qu'en fin de compte personne ne serait à l'abri d'une accusation de lèse-majesté. Il affirme que cette caricature n'attaque pas la personne du roi, qui n'est désignée ni par un nom, ni par un titre, ni par des insignes, mais « le pouvoir, [qu'il] représente par un signe, par une ressemblance qui peut appartenir aussi bien à un maçon qu'au roi, mais [qui] n'est pas le roi ». Cette argumentation par prétérition a été analysée par plusieurs auteurs selon la lecture par Ernst Kantorowicz du double corps du roi, physique et symbolique,,. À l'appui de son plaidoyer, Philipon dessine quatre croquis où la tête de Louis-Philippe se transforme graduellement en poire : 

« Ce croquis ressemble à Louis-Philippe, vous condamnerez donc ? Alors il faudra condamner celui-ci qui ressemble au premier. Puis condamner pour cet autre qui ressemble au second… Et enfin, si vous êtes conséquents, vous ne sauriez absoudre cette poire qui ressemble aux croquis précédents […] Avouez, Messieurs, que c'est là une singulière liberté de la presse ! »

Dans une lettre de 1846, Philipon précise à quelle intention répondait cette démonstration : 

« J'étais certain à l'avance d'être condamné, non parce que notre image était vraiment coupable, mais parce que le hasard aidé par le tirage légal des jurés m'avait composé un jury impitoyable […] Dans la prévision d'une condamnation certaine je voulus me venger de cette rigueur en vulgarisant par la publicité des débats […] une image plus vive que celle pour laquelle j'allais être condamné. Je préparais donc ma fameuse poire ; j'en fis le croquis et la description aux débats, et je publiai le lendemain de ma condamnation et mon croquis et son explication. »

Aussi spirituel que Philipon ait été trouvé et en dépit de son précédent acquittement, il est condamné à six mois de prison et deux mille francs d'amende. Fenimore Cooper et William Makepeace Thackeray, présentant le procès de Philipon à des lecteurs anglo-saxons, ajoutent toutefois quelques détails de leur cru, le premier affirmant que le caricaturiste avait sculpté une poire au couteau pour les jurés et le second inversant la séquence de passage du fruit au visage du roi. Ils donnent pour conséquence du caractère inspiré de la démonstration de Philipon, qu'ils soulignent, un acquittement auquel il n'eut cependant pas droit. En France, Philibert Audebrand rapporte également qu'un « acquittement à l'unanimité » suivit la scène « drôlatique » des croquades.
Dans un supplément à la livraison du 24 novembre 1831 de La Caricature, où une souscription est lancée pour payer l'amende, Philipon publie ses « croquades » faites au procès. La planche lithographiée, tirée à part et vendue sous le titre de La Poire pour contribuer au paiement de l'amende infligée à Philipon, est affichée aux vitres du magasin d'Aubert, situé dans le passage Véro-Dodat, où elle suscite des attroupements. En décembre 1831, la planche est saisie et Philipon proteste en arguant que ces croquis constituent un compte-rendu des débats de son procès et obtient l'abandon de la procédure, comme l'annonce le numéro du 22 décembre de  La Caricature. Le 26 janvier 1832, la planche des croquades est à nouveau jointe à la livraison de la Caricature, « pour faciliter l'intelligence [du] procès à ceux qui ne la connaissaient pas ».
| - Manuscrit donné pour original. - Croquades. Lithographie du 24 novembre 1831. - Les Poires. Gravure sur bois du 17 janvier 1834. |

Les trois portraits de la version manuscrite sont plus détaillés que dans la version publiée en 1831, tandis que le tracé de la poire est plus cursif, ce qui renforce le contraste. Il ne porte en outre aucun commentaire et l'annotation « Philipon » n'y est pas autographe. On ignore s'il s'agit du feuillet composé pendant le procès, d'une copie, ou d'un feuillet préparatoire à la reproduction en fac-similé. Dans la version publiée en 1834, les légendes des quatre images sont transcrites typographiquement. Ségolène Le Men relève que cette transcription atténue le caractère radical de la représentation en maintenant l'évocation des traits du visage dans la dernière image et que cette transformation accompagne un changement de destination de ces images désormais devenues une marque de fabrique de la Maison Aubert : « L'idée n'était plus de faire entrer le spectateur, par le biais du manuscrit et du croquis, mais d'afficher un acte de provocation avec un titre en très gros caractères, « Les Poires », qui remplaçait le calembour sur les « croquades ». ».
| - 1830 et 1833. Honoré Daumier, 1833. - Passé, présent, avenir. Daumier, 1834. |

#### Œuvre collective
Comme l'admet Philipon en 1846, la série de croquis de novembre 1831 n'a pas été une improvisation à la barre. Selon John Grand-Carteret, Philipon aurait trouvé au préalable la Poire par hasard, « un jour, paraît-il, qu'il s'amusait à taillader en tous sens un fruit de cette espèce ». Mais Champfleury, suivi par Pierre Larousse, s'interroge : 

« Qui découvrit le premier que la figure du roi-citoyen, avec ses épais favoris et son fameux toupet, donnait au profil quelque analogie avec la forme d'une poire ? Si ce n'est Philipon, il fut le vulgarisateur de la découverte. »

Selon Ségolène Le Men, « tout se passe comme si l'éditeur avait préparé une campagne publicitaire, en laissant ses dessinateurs introduire le motif, très discrètement, dans les planches dès le début du mois de septembre », ce qui ferait de la poire un « projet artistique de groupe », selon l'expression employée par Elizabeth Menon à propos du développement graphique du personnage de Mayeux, sous l'égide « entrepreneuriale » de Philipon.
| - Charivari qui pend à l’oreille de Messieurs Guiz.., Dup., Thier., et tutti quanti. Grandville, 1831. - Basse Cour politique. Grandville, 1831. |

En outre, bien que le développement ultérieur de la Poire soit devenu le symbole et la manifestation de la guerre de « Philipon contre Philippe », selon une formule de Paul Ginisty fréquemment reprise depuis,, il n'en est pas moins le produit d'une création collective. James Cuno estime que Philipon développait certaines idées graphiques et les donnait ensuite aux artistes qu'il faisait travailler. Selon Jules Brisson et Félix Ribeyre, « Philipon était l'âme de l'entreprise. C'était lui qui donnait presque tous les thèmes de dessins, tous les sujets de caricatures ou de charges politiques »,. David Kerr ajoute que le brassage d'idées était monnaie courante entre les collaborateurs de La Caricature, dans le cadre de ce que Philipon appelait une « émulation […] qui fait naître la faveur du public »,. Le thème de la poire ne serait ainsi, selon Kerr, que « le plus connu des emblèmes que les collaborateurs des journaux de Philipon lui ont emprunté ou s'empruntaient entre eux », les artistes de La Caricature et du Charivari ayant « la conscience aigüe de participer à une entreprise commune : ils travaillaient en équipe, s'empruntant constamment des thèmes et des motifs ».
| - À quelle sauce la voulez-vous ? Auguste Bouquet, 1833. - Grand Conquérant. Auguste Desperet, 1833. |

## Significations de la Poire
Comme l'observe Gabriel Weisberg, la lecture des lithographies produites durant la monarchie de Juillet est aujourd'hui malaisée, tant parce que les artistes multipliaient les niveaux de sens en cherchant à atteindre divers types de public que parce qu'ils se référaient à des circonstances transitoires, tout en visant une certaine forme d'universalité. La Poire est ainsi une métaphore complexe. D'une part, en tant qu'emblème du roi, elle est en même temps une métaphore de son visage et de son corps, comportant plusieurs niveaux de significations, notamment scatologiques et sexuelles. Mais c'est aussi une métaphore qui exprime la « convergence graphique des trois éléments constituant la monarchie de Juillet » : son souverain, sa base sociale, la bourgeoisie et son idéologie, celle du juste-milieu. Elle pointe enfin le point commun caractéristique de cette convergence, la dimension de blague politique.

### Un signe arbitraire?
Dans un essai sur la caricature, Charles Baudelaire commente le succès de ce qu'il appelle la « pyramidale et olympienne Poire de processive mémoire ». Il juge que « le symbole [de la Poire] avait été trouvé par une analogie complaisante. Le symbole dès lors suffisait. Avec cette espèce d’argot plastique, on était le maître de dire et de faire comprendre au peuple tout ce qu’on voulait. »
Plusieurs auteurs ont commenté cette analyse, notamment pour relever que la notion « d'argot plastique » recouvre un processus de « condensation jusqu’à l’ablation, [d]’exagération jusqu’à la difformité, [d]e déplacement jusqu’à l’inversion » qui sert à Baudelaire de modèle pour théoriser le travail poétique,. En ce sens, quand bien même la ressemblance entre le visage de Louis-Philippe et une poire ne signifierait rien, la Poire et le roi sont devenus rapidement des équivalents visuels.
| - Le Melon, Pierre Langlumé, 1830. - Le Présent : juste milieu, quasi légitimité. Traviès, 1831. |

Sandy Petrey juge que l'analyse de Baudelaire est une reconnaissance du caractère strictement symbolique de la Poire. Il s'oppose à tous les auteurs qui estiment que le choix d'une poire se fonde sur une ressemblance, tel par exemple Sergueï Eisenstein pour qui « la houppe du front et les favoris du roi, quand ils étaient combinés, faisaient penser à la silhouette d’une poire ; c’est ainsi que fut engendré ce signe convenu de raillerie, découvert par Philipon ». Petrey prend à la lettre l'argument de Philipon selon lequel la Poire est un signe arbitraire qui aurait pu être remplacée par « une brioche [ou] toutes les têtes bizarres dans lesquelles le hasard ou la malice aura placé cette triste ressemblance »,. 

« Ce que Philipon a dit [aux juges] de son dessin est parfaitement vrai : ce n'est pas le roi, « c'est une poire ». La séquence temporelle fut association → ressemblance et non ressemblance → association ; la ressemblance à une poire de Louis-Philippe fut le résultat et non la cause de l'identification [faite par Philipon]. »

Petrey estime que l'association de Louis-Philippe et de la poire est en même temps « injustifiée et indissoluble, arbitraire et faisant autorité » et qu'elle ne procède pas « de la nature du monde, mais d'une opération de sémiose » dont il souligne trois traits caractéristiques :
- L'origine du lien sémiotique est précisément situé dans le temps ; il s'agit dès cette origine d'un acte sociopolitique et sémantique.
- Ce lien procède de la négation de son existence même. La poire et le roi sont devenus indistinguables à partir d'une insistance à les distinguer.
- En dépit d'une origine dénégative, ce signe a suscité un effort particulièrement intense pour « nier la négation » et donner à la poire une réalité physique, l'artificiel étant constamment présenté comme naturel[132].

James Cuno conteste cette analyse en estimant que la Poire n'est pas qu'un signe arbitraire, mais que, pour rencontrer un tel succès, elle devait être pour les contemporains de Philipon quelque chose de plus : « Elle devait nécessairement être perçue par sa cible, le roi, comme [un signe] très personnel, comme une attaque contre lui et non contre sa seule fonction ». Pour cet auteur, la puissance de la Poire résulte d'une part de son économie de moyens et de sa facilité d'exécution, qui étaient telles que même des enfants illettrés pouvaient la reproduire, et d'autre part de sa capacité à engendrer des significations toujours renouvelées et toujours plus insultantes.

### Le visage du roi
Au procès de novembre 1831, c'est d'une mise en équivalence du visage du roi et d'une poire qu'il est question. Cet aspect est souligné par Hippolyte Castille : 

« Ce singulier rapprochement prenait des proportions symboliques qui en firent un véritable trait de génie. Le côté pointu de la poire était le front ; or Louis-Philippe a toujours eu horreur de l'héroïsme et de la gloire. L'autre extrémité représentait la mâchoire, c'est-à-dire les appétits matériels. D'un trait de plume le règne était jugé. »

| - Qué drôles de têtes !! Traviès, 1832. - Les Favoris de la poire, Bouquet, 1833. |

Dans son essai sur la caricature, Charles Baudelaire note que la mise en équivalence du visage du roi et d'une poire ne pouvait manquer à l'époque d'évoquer un passage célèbre de la physiognomonie de Lavater où il dessine la métamorphose du profil de l'Apollon du Belvédère en celui d'une grenouille pour illustrer la théorie de l'angle facial de Camper : « on a fait des expériences analogues sur la tête de Jésus et sur celle de l’Apollon, et je crois qu’on est parvenu à ramener l’une des deux à la ressemblance d’un crapaud ». La théorie physiognomonique de la connaissance du caractère à partir des caractéristiques physiques est très en vogue au début du XIXe siècle, notamment chez les caricaturistes qui, tout comme les physiognomonistes, fixent « leur attention sur les traits physiques des êtres humains afin de repérer et de souligner en quoi ils dérogent aux normes corporelles établies ».

Au demeurant, comme le rappelle Robert Patten, certaines formes de visage proches de celui de Louis-Philippe font l'objet d'analyses de Lavater, selon lequel : 

« Des grands corps massifs, de petits yeux, des joues rondes, remplies et pendantes, des lèvres bouffies, un nez en forme de boudin, un menton en forme de sac, c'est le signalement d'une classe d'hommes qui [sont] toujours occupés de leur lourd individu […] Ce sont dans le fond des hommes d'un caractère vain, quoique insignifiant, ambitieux, quoique sans énergie, assez dociles avec la prétention de tout savoir, peu sûrs, légers, voluptueux, difficiles d'ailleurs à manier, avides de tout et ne jouissant de rien. »

 La théorie physiognomonique offre donc un prétendu support scientifique à la formation de la Poire qui suggère une végétalisation de la personne.
| - Les Ressemblances : ours. Philipon (d’après Charles Le Brun), 1829. - Têtes d'hommes et d'animaux comparées. Grandville, 1844. |

### Le corps du roi
D'autres caricatures montrent une extension de la fonction emblématique de la Poire au corps tout entier, par une sorte de redoublement de la métaphore, une poire représentant le visage étant posée sur un corps en forme de poire. Elles ne sont pas dénuées de rapport avec une analyse physiognomonique, puisque, comme le souligne Martial Guédron, cette dernière s'intéresse aux signes tirés de tout le corps, en particulier du ventre,. Mais elles visent avant tout, à travers une ridiculisation du corps réel du roi, la mise en cause de son corps symbolique, c'est-à-dire du fondement de sa légitimité.
| - Mauvaise charge. Traviès, 1832. - Statue antique, Traviès, 1834. |

Selon James Cuno, les deux métaphores visuelles, poire/visage et poire/corps ne sont pas indépendantes l'une de l'autre : « elles n'existent pas l'une à côté de l'autre comme des métaphores indépendantes et interchangeables, mais leurs sens sont lus comme un ensemble » : la Poire met en rapport « la caractéristique faciale  proéminente du roi, ses larges mâchoires, avec son ventre et ses hanches épais ou, plus spécifiquement, son visage avec ses fesses ».
| - Monsieur Budget et Mademoiselle Cassette se promenant aux Tuileries. Pierre Numa Bassaget, 1832. - Je vous porte tous dans mon coeur. Alexandre Casati, 1833. |

### Connotations scatologiques
L'identification du visage aux fesses, à travers la métaphore de la poire, permet d'exploiter des connotations scatologiques qui renvoient à de nombreux précédents dans la caricature du XVIIIe siècle et du début du XIXe siècle,,.
| - Le Bœuf Gras de 1834, février 1834. - Ménagerie royale, juin 1834. |

Ces connotations scatologiques sont exploitées par Daumier dans plusieurs caricatures publiées par Aubert en décembre 1831.
Départ pour Lyon, qui fait référence à la révolte des canuts et à l'envoi du fils de Louis-Philippe à Lyon pour négocier avec eux, montre un roi à tête piriforme qui tend à son fils une tartine recouverte d'une substance brune, tirée d'un pot étiqueté « beurre », mais dont la forme de pot de chambre suggère qu'il ne contient pas un produit destiné à graisser les rouages des négociations.
| - Départ pour Lyon, 1er état, décembre 1831. - Départ pour Lyon, 2e état, décembre 1831. |

Dans Gargantua, une lithographie évoquant la distribution de légions d'honneur, soumise par Aubert au dépôt légal le 16 décembre 1831,, un mois après les croquades de Philipon, et également saisie, Daumier représente le roi assis sur un trône-pot de chambre, ingurgitant sur la place de la Concorde, des paniers d'argent dont la défécation produit des médailles.
Comme le note Elizabeth Childs, « la forme indéniablement pyramidale de la tête de Gargantua, définie par ses amples favoris et sa coiffure en pointe, rappelle emphatiquement la poire […] et la forme de pyramide arrondie de son corps tout entier fait écho à la forme bulbeuse du fruit ». De son côté, Ségolène Le Men estime que, dans cette caricature, Daumier « n'attaque pas seulement le roi dans sa personne, de la configuration du visage à la corpulence du corps tout entier, mais aussi le régime de la monarchie bourgeoise » en l'interprétant selon la « métaphore physiologique de l'appareil digestif ».

Bien que la taille et le titrage du premier état de cette lithographie donnent à penser que sa publication était initialement prévue dans la Caricature, elle fut en fait publiée séparément et brièvement exposée aux vitres du magasin d'Aubert où elle « réjouissa fort les amateurs ». Philipon justifie ce choix par « la faiblesse d'exécution de la planche », il s'agit plus vraisemblablement d'une mesure de précaution au regard des suites judiciaires prévisibles. Nonobstant, Philipon feint de ne pas comprendre le motif de la saisie : 

« J'avais donc raison de crier aux jurés : Ils finiront pas vous faire voir cette ressemblance là où elle ne sera pas ! Car Gargantua ne ressemble pas à Louis-Philippe : il a bien la tête étroite du haut et large du bas, il a bien le nez bourbonien, il a bien de gros favoris ; mais loin de présenter cet air de franchise, de libéralité et de noblesse qui distingue si éminemment Louis-Philippe de tous les autres rois vivants […] M. Gargantua a une face repoussante et un air de voracité qui fait tressaillir les écus dans la poche. »

 Au procès, tenu en février 1832, Daumier soutient qu'il n'a pas voulu représenter la personne du roi mais, de manière symbolique, le budget gonflé du gouvernement. Il en donne pour argument le fait que les petits personnages regroupés autour du personnage principal ont le même vêtement, la même silhouette et la même physionomie que lui, mais il est condamné à une amende de 500 francs et à six mois de prison,.
| - Le Ci devant Grand Couvert de Gargantua Moderne en Famille. Anonyme, 1791. - Le Règne de vingt ans, 1815. - Gargantua, 2e état, décembre 1831. |

La dimension scatologique de la Poire est également exploitée par Traviès dans deux caricatures de 1832 . Traviès y assimile la Poire à une tinette, tout en jouant sur le sens de l'expression pour suggérer en même temps la gloutonnerie symbolique de Louis-Philippe et le fait qu'il est « dans la merde », par manque de soutien ,. Afin d'échapper à la censure, l'accent est mis, tant dans le titre de la caricature que dans son commentaire, sur une prétendue dépersonnalisation de son sujet, censé être la politique du juste-milieu et non la personne du roi.
| - Le Juste Milieu se crotte. Traviès, 1832. - Le Pot de mélasse, portrait du Juste-Milieu. Traviès, 1832 |

### Connotations sexuelles
Cette assimilation aux fesses n'épuise ni les « connotations anatomiques, [ni les] allusions grivoises ou obscènes ». Dans des analyses souvent citées,, James Cuno souligne la dimension phallique de la métaphore de la poire et en analyse les significations et l'évolution,.
Il choisit, pour les qualifier, le terme de pornographie, qu'il justifie en considération des « connotations violentes et sexuelles » que comporte la métaphore graphique de la poire, telle qu'employée par les collaborateurs de La Caricature et qui, estime-t-il, « dérive de deux impulsions fondamentales et fondamentalement liées — sexuelle et agressive, obscène et tendancieuse ». Alain Vaillant, en revanche, préfère parler, à propos de cette période, d'obscénité pour caractériser « la représentation ouvertement provocatrice, à des fins artistiques, agressives ou contestataires, de la sexualité », réservant le terme de pornographie à « l’exploitation commerciale de la sexualité, sous d’autres formes que la prostitution elle-même ». Dans son intervention du 4 août 1835 à la chambre des députés pour justifier le rétablissement de la censure, Jean-Charles Persil évoque la prolifération de « gravures obscènes, d'images qui font la honte des dessinateurs »,.
Selon Cuno, l'usage graphique obscène de la métaphore de la poire s'analyse principalement comme le rapprochement de la poire et d'un phallus, avec pour sens immédiat que Louis-Philippe se trouve assimilé à un imbécile, à une « tête de nœud »,. Il rapproche en outre ces connotations de la poire de la présence du clystère dans de nombreuses caricatures.
| - Les Jets d'eau. D'après Jean-Honoré Fragonard, 1778. - The Political Clyster. William Hogarth, 1726. |

Après qu'en mai 1831, Lobau, commandant de la Garde nationale, a fait disperser avec des lances à incendie une manifestation de bonapartistes célébrant, place Vendôme, le dixième anniversaire de la mort de l'empereur, les caricaturistes confèrent à Lobau, puis par extension au gouvernement, l'attribut visuel du clystère, qui se trouve bientôt associé à la Poire, notamment par Daumier.
| - Un cauchemar. Daumier, 1831. - Le cauchemar. Daumier, 1832. |

La poire se trouve associée au clystère dans de nombreuses autres caricatures, ce qui conforte, selon Cuno, son interprétation en tant que symbole phallique. David Kerr remarque que le processus d'agglutination des significations conférées au clystère est caractéristique du travail collaboratif des dessinateurs de La Caricature : Aux connotations scatologique et érotique traditionnelles vient d'abord s'ajouter l'évocation de Lobau, puis, par extension, le clystère en vient à désigner, tout comme la Poire, le régime politique de la monarchie de Juillet.
| - Ah ! docteur, ce maudit siège m’a fait bien du mal, Traviès, 1832. - Machine législatifère de la monarchie représentative, ornée de ses trois pièces principales et de tous ses menus accessoires. Daumier, 1834 |

Les connotations phalliques associées à la poire apparaissent dans d'autres caricatures où elles sont associées à des sous-entendus agressifs de castration ou de sodomie.
| - Sans titre, Daumier, 1832. - Ecce Homo Auguste Bouquet, 1833. |

Au total, affirme Cuno, l'association du roi et de la poire met tantôt l'accent sur une dimension masculine et tantôt sur une émasculation, sans qu'il y ait là pour autant une contradiction : c'est précisément le comportement agressif et « phallique » du roi (la répression des mouvements populaires, les tentatives de censure) qui, selon ce qu'espèrent Philipon et les dessinateurs de La Caricature, vont se retourner contre lui et entraîner sa perte de pouvoir, sa « castration ».

### Représentation graphique du juste-milieu
Selon plusieurs auteurs, la Poire est une représentation graphique du juste-milieu, assortie de « connotations aussi douteuses que le conservatisme, la médiocrité, l'étroitesse d'esprit et le manque de fermeté ou de principe ». L'expression de « juste-milieu » définit la ligne politique de la monarchie de Juillet, telle que formulée par Louis-Philippe en janvier 1831 : 

« Sans doute la révolution de Juillet doit porter ses fruits ; mais cette expression n'est que trop souvent employée dans un sens qui ne correspond ni à l'esprit national, ni aux besoins du siècle, ni au maintien de l'ordre public […] Nous chercherons à nous tenir dans un juste milieu, également éloigné des excès du pouvoir populaire et des abus du pouvoir royal,. »

Cette politique, censée se traduire par un pacifisme pragmatique à l'international et une modération prudente à l'intérieur et visant à réaliser « une monarchie sans royalisme, une oligarchie sans aristocratie, un état progressiste sans libéralisme », mécontente aussi bien le parti du mouvement que le parti de la résistance.
La forme de la Poire dérive, selon Albert Boime, d'une caricature du juste-milieu, elle-même inspirée par celle du bourgeois. Celui-ci est représenté par Henry Monnier — qui crée la même année Monsieur Prudhomme — dans la première lithographie du premier numéro de La Caricature, comme Une victime de l'ancien système. Ce soutien du régime dirigé par Louis Philippe, est formé graphiquement par « la synthèse d'un épicier étroit de la tête et d'un ventru gras du bas », il se dessine « tout naturellement selon une silhouette piriforme ». La Victime de l'ancien système (et profiteuse du nouveau) que représente cette lithographie évoque tant une chanson célèbre de Béranger, Le Ventru (1818), que la caractérisation de la royauté bourgeoise comme « système pansu » par Chateaubriand.
Boime estime que la planche lithographiée intitulée Le Juste Milieu, publiée sous la signature de Philipon vers 1830, est déjà une représentation graphique du caractère « oxymorique » de la notion de roi citoyen ou de roi bourgeois, le costume hybride du personnage représenté « suggérant une adhésion superficielle aux principes républicains tout en trahissant de lourdes prétentions royales, soulignées par le drapeau blanc des Bourbons, placé sous son gilet là où devrait être son cou ». Le Men note que le personnage représenté, « bardé de croix et de rubans, [y] devient un objet sans visage portant une cravate qui s'effile en poireau ». Selon Fabrice Erre, il y a une « convergence graphique des trois éléments constituant la monarchie de Juillet : sa base sociale, son idéologie et son souverain », cette convergence facilitant une « dégradation piriforme ». Selon Boime, la Poire incarne parfaitement le juste-milieu : « elle est arrondie à une extrémité, allongée et plus étroite à l'autre, d'une forme à mi-chemin entre la sphère et l'ellipse. Elle est par conséquent indéfinie, dans un état constant de transition entre deux extrêmes ».
| - Une victime de l'ancien système, Monnier, 1830. - Le Juste Milieu, Philipon, c. 1830. - Portrait de Louis-François Bertin. Jean-Auguste-Dominique Ingres, 1832. |

Le lien privilégié entre Louis-Philippe et son électorat bourgeois est symbolisé par le bonnet de coton en forme de poire que porte le roi dans Naissance du juste milieu de Grandville et Eugène Forest, ce bonnet étant par ailleurs fréquemment associé à la figure de l'épicier.
| - Naissance d'Henri IV. Eugène Devéria, 1827. - Naissance du juste milieu après un enfantement pénible de la liberté, Grandville et Forest, 1832 |

Le sens de la Poire s'élargit ensuite graduellement pour représenter non seulement l'idéologie du système de la monarchie de Juillet, mais ce système lui-même.
| - La Poire et ses pépins. Auguste Bouquet, 1833. - Pot de vin, arrestations arbitraires, mitraillades, transnoninades, elle couvre tout de son manteau, Daumier, 1834 |

### La Poire en tant que blague
Les possibilités satiriques de la poire sont exploitées dès avant les croquades de Philipon. Un article du Figaro du 9 mars 1831 affirme ainsi : « Entre la poire et le fromage le peuple demande pour juste milieu la liberté »,. Après la popularisation de la Poire, la satire trouve dans cette comparaison un « réservoir inépuisable de bons mots », exploré, selon Fabrice Erre, « avec frénésie sur un temps très court, ce qui lui a permis de s'imposer comme un motif efficace, donc légitime ». Ainsi, dans le seul Figaro de janvier 1832, le lecteur subit presque quotidiennement une « indigestion de poire ».
Ces plaisanteries renouvelées sont en partie dues aux effets inattendus que permet la métaphore fruitière et qui sont également exploitées sur le plan graphique.
| - Mr Montaugibet en pâtissier gâte-sauce. Daumier, 1832. - Du pain! Garçon! Une poire pour 221. Daumier, 1834. |

La plaisanterie graphique est appuyée et soulignée par la légende des caricatures ou par leur commentaire, publié en même temps dans le périodique, qu'il s'agisse de La Caricature ou du Charivari, l'invention langagière y répondant à l'invention graphique. Ainsi le projet d'un monument « expia-poire » de Philipon en 1832, destiné à être érigé sur la place de la Concorde, qui vaut à son auteur un nouveau procès pour provocation au meurtre, une accusation dont il se défend à l'audience en rétorquant qu'il s'agit tout au plus d'une « provocation à la marmelade ». De même, l'Élévation de la poire de Grandville en 1833 donne prétexte à des commentaires sur le culte « adoripoire ».
| - Projet d’un monument Expia-poire. Philipon, 1832 - Élévation de la poire. Grandville, 1833. |

La Physiologie de la poire, publiée en 1832 par Sébastien-Benoît Peytel sous le pseudonyme de « Louis Benoît jardinier », sur 270 pages et « dans un médiocre format in-trente-deux », est une « énorme blague », un texte excentrique en même temps que politique et séditieux, où l'auteur tisse « une toile de commentaires mordants sur Louis-Philippe, son entourage familial et le régime politique de la monarchie de Juillet » et qui représente, selon Fabrice Erre, « l'exercice le plus complet » d'exploitation des possibilités satiriques offertes par la Poire. Dans la préface, Peytel rend hommage au travail de La Caricature, comparé pour sa portée et sa rigueur scientifique aux publications scientifiques les plus sérieuses :

« Les rédacteurs de cet important recueil sont évidemment de grands naturalistes. Ils se sont occupés bien avant nous de la culture du Poirier et de l´histoire physiologique de la Poire. Ils ont constamment accompagné leur texte de planches noires ou coloriées, toutes démonstratives, expressives, explicatives. »

Peytel substitue la poire au roi pour tenir un discours apparemment détaché de toute référence politique, où « la poire devient le réel de référence et la royauté une simple copie dont le texte s’évertue à démontrer la fidélité au modèle ». Il pousse à ses limites, sur le mode humoristique, la démarche physiognomonique alors très en vogue, tout en déplorant de n'avoir « pu réussir à trouver la physionomie de la poire dans le grand ouvrage de Lavater, lequel, à la vérité, n'a pas eu la prévoyance de s'occuper de celle-là », en suggérant que « la tête est une sorte de condensé du corps tout entier », qui « signale le ventre » de même que « le ventre signale la tête ».
| - Page de titre, vignette de Grandville, 1832. - Dernière page, vignette de Grandville, 1832. - Réception par les deux poirivores. Grandville, 1832. |

Comme le relève Nathalie Preiss, « l'énorme blague » de la Poire n'est pas seulement constituée de plaisanteries sur Louis-Philippe, mais aussi de la reconnaissance, voire du démasquage, de celui-ci en tant que blagueur,.
| - Oh c'te tête. Alexandre Casati, 1833. - Ah je te connais Paillasse. De Koenig, 1834. |

Mais la blague au XIXe siècle est, selon Preiss, avant tout une tromperie : « Le blagueur désigne le vantard, le hâbleur […] Tout l'enjeu de la blague réside dans le déplacement du couple attendu « mensonge - vérité » vers le couple « plein - vide ». La blague cache moins une présence qu'elle n'exhibe une absence ». En ce sens, ajoute-t-elle, le blagueur politique est « moins l'hypocrite qui cache une présence que le bateleur qui exhibe une absence, si bien incarnée par la fameuse poire-blague Louis-philipparde pleine de vide ».
| - L'Escamoteur. Jules David, 1831. - M. Bosco prestidigitateur. Grandville, 1832. |

Ségolène Le Men suggère que l'articulation du plein et du vide dans la figure « approximativement sphérique » de la poire est le développement d'une idée déjà présente dans la caricature des Bulles de savon, celle d'une « boursouflure », d'une « enflure creuse ». Nathalie Preiss, se référant à la même gravure des Bulles de savon, estime que ce qu'exprime la Poire, c'est « le déplacement du couple faux-vrai vers le couple plein-vide », et par suite « l'inanité d'un pouvoir qui ne repose sur rien ». Selon elle, dans l'identification de Louis-Philippe en tant que blagueur, « il s'agit de dénoncer […] l'inanité même du discours et du projet politiques ».
| - Heureux peuple ! Comme on t'amuse, Daumier, 1834 - Le Grrrrrrand Complot. Traviès, 1834. - Un parchemin, un sabre, une blague. Paul Gavarni, 1840. |

Au total, la monarchie de Juillet ne serait ainsi qu'une blague, une « enflure du vide » et la Poire, son emblème, qui non seulement anéantit la distinction entre le corps symbolique du roi et son corps physique, lui faisant ainsi perdre le « fondement sacré » de son pouvoir, mais « représente le rien », le jeu entre illusion et réalité ayant « laissé la place au simulacre, qui s'en joue ».

## Développement de la Poire

### Prolifération
La Poire est principalement publiée dans La Caricature et Le Charivari, deux périodiques au lectorat relativement limité : le premier est distribué à moins de mille et la seconde à moins de trois mille abonnés, qui sont pour la plupart des collectionneurs relativement fortunés,,. Elle passe ensuite de la « sphère publique bourgeoise » à la « sphère publique plébéienne » par le truchement des mentions dans la « petite littérature » (articles de journaux, pièces éphémères, etc.) et surtout des planches lithographiées tirées à part, affichées aux vitrines de la Maison Aubert, devant lesquelles le public doit « se bousculer, presque s'étouffer ».
| - Faut avouer que l'gouvernement a une bein drôle de tête. Traviès, 1831. - Voici Messieurs, ce que nous avons l’honneur d’exposer journellement, Traviès ou Grandville, 1834. |

Ces planches sont également vendues dans les rues par des crieurs. Des rapins et des étudiants, familiers de la Caricature, gribouillent ensuite la Poire sur les murs. Frances Trollope, décrivant en 1835 la prolifération sur les murs de Paris de poires « de toutes les grandeurs et de toutes les formes », y voit « l'emblème du mépris des jeunes étudiants pour le monarque régnant ». Les murs du quartier latin, en particulier, sont ornés d'un « luxe de poires » charbonnées, dont un bon nombre sont suspendues à des potences. Elle est ensuite reprise par les gamins de Paris. Fenimore Cooper dénombre « quelques milliers de poires [qui] sont dessinées à la craie, au charbon, ou d'autres substances, sur les murs de la capitale » et Alexandre Dumas se souvient que « tous les murs de Paris étaient couverts de cette ressemblance grotesque ». De même, La Caricature fait état à plusieurs reprises de la prolifération des graffitis de poire sur les murs de Paris, qui procure à Philipon un « légitime sentiment de vanité paternelle ».
| - Voulez vous aller faire vos ordures ailleurs polissons, Bouquet, 1832. - La poire est devenue populaire, Traviès, 1833. - Les Misérables. Illustration de Brion, 1865. |

Elle se répand ensuite dans toute la France,. Un journaliste note : 

« La poire symbolique a fait éruption hors des barrières de la capitale ; elle voyage, elle parcourt la France ; on la retrouve à tous les relais des grandes routes, à tous les carrefours des chemins. Le voyageur étranger qui aborde nos frontières reconnaît, à la présence de ce fruit allégorique, crayonné sur les murs, qu’il touche la terre de France. »

Gustave Flaubert la retrouve même sur la pyramide de Khéphren.
| - Hugo, 1835. - Stendhal, 1835. - Flaubert, 1836. |

### Extinction
Certaines caricatures de la Poire sont perçues comme un « appel au meurtre » par la presse gouvernementale qui y réagit fortement.
| - Ah ! scélérate de poire pourquoi n’es tu pas une vérité !. Traviès, 1832. - Je suis le poiricide Mayeux, Traviès, 1832 - Le Poiricide, Delaporte, 1832 |

Par ailleurs, en 1833 et 1834, plusieurs cortèges satiriques utilisent la Poire dans un contexte politiquement tendu. En 1833, à Paris, « une énorme Poire », haute de douze pieds et large de huit, défile « majestueusement », saluée par le « fou rire » du public. Mais lorsque la police la somme de se retirer, la plaisanterie dégénère, la Poire est brûlée publiquement et l'incident donne lieu à plusieurs arrestations, la police voulant, selon les journaux qui rapportent l'évènement, y « voir à toute force une allégorie »,,. Un incident similaire a lieu l'année suivante à Marseille, à l'occasion de la « promenade d'une Poire monstrueuse » et le « désordre » fait des victimes,.
De son côté, le gouvernement cherche par tous les moyens à faire échec à la Poire. Comme le rappelle Philipon en 1846, « je ne compte plus les saisies, les mandats d'arrêt, les procès, les duels, les injures, les attaques et les taquineries de tous genres ». En janvier 1834, le préfet de police de Paris demande l'acquittement d'un droit de timbre sur les caricatures vendues à la planche par des crieurs publics. En février 1834, cette mesure est confirmée par une loi qui instaure également une autorisation préalable. Le « hideux cachet » a notamment pour effet de contraindre Philipon à suspendre en septembre 1834 la publication des planches de l'Association mensuelle lithographique qu'il vendait sur abonnement à des collectionneurs,. L'attentat de Fieschi, en juillet 1835, offre finalement un prétexte pour faire voter une loi sur la presse soumettant la publication de caricature à autorisation préalable. Le rapporteur du projet évoque notamment des « gravures obscènes », des « images qui font la honte des dessinateurs » en « profanant l'art du dessin » et un « danger pour les mœurs des familles ». La loi s'appuie sur le motif « quasi magique » que « la Charte n'avait interdit la censure qu'à l'égard des écrits et pour la manifestation des opinions », alors que la caricature n'est pas la manifestation d'une opinion mais « un fait, une mise en action, une vie »,.

Cette loi contraint Philipon à cesser la publication de La Caricature, comme il l'annonce au lecteur dans le dernier numéro du périodique, le 27 août 1835 : 

« Il a fallu pour briser nos crayons une loi faite exprès pour nous, une loi qui rendît matériellement impossible l’œuvre que nous avions continuée malgré les saisies sans nombre, les arrestations sans motif, les amendes écrasantes, et malgré de longues captivités. »

| - Le Charivari, 27 février 1834. - Le Charivari, 1er mai 1835. - Le Charivari, 1er mai 1835. - La Caricature, 27 août 1835. |

### Postérité
« La poire est mûre » est un mot d'ordre de la révolution de février 1848, comme l'atteste un billet reçu par Frédéric Moreau, le héros de L'Éducation sentimentale,. La Poire est de nouveau mobilisée contre le roi fuyard, « jouant sur les sobriquets et les graffitis bien connus de la population » malgré treize ans d'absence, et de nombreuses planches lithographiques exploitent ce thème.
| - Simple résumé de l'histoire de dix sept ans, 1848. - La Poire tapée, 1848. |

La Poire est réutilisée une dernière fois en relation directe avec son sens original, en 1871, contre Adolphe Thiers pour souligner ses anciennes sympathies orléanistes.
| - Fleurs fruits et légumes du jour. Zut, 1871. - Le dessert de Monsieur Thiers. Saïd, 1871. |

La Poire réapparaît enfin sous les traits du Père Ubu, créé par Alfred Jarry en 1896, non plus dans un but proprement caricatural mais « comme le symbole d'un roi sans aura et comme le rappel intertextuel d'une image subversive » dont les grimaces évoquent, pour le critique Henry Bauër qui soutient la pièce lors de ses premières représentations, « les béatitutes du père La Poire et de la dynastie de Juillet ».
| - Programme d'Ubu Roi. Alfred Jarry, 1896. - Deux états de la marionnette du Père Ubu modelée par Alfred Jarry en 1898. |

Le motif de la poire se diffuse ensuite autour de Jarry. Erik Satie intitule une de ses compositions Trois morceaux en forme de poire et Man Ray représente cette dernière dans un tableau, une lithographie et un ready-made où la poire « trône, immobile et insolite ». Un autre proche de Jarry, Guillaume Apollinaire, est identifié à la poire : Paul Léautaud note dans son journal s'être moqué « du style Louis-Philippe [du poète], à cause de son visage joufflu, en poire » et Pablo Picasso le caricature en poire,. En outre, comme l'observe Ségolène Le Men, le remploi par Jarry du signe de la Poire, détaché du portrait de Louis-Philippe, préfigure à son tour son utilisation par les peintres du XXe siècle, notamment Victor Brauner,, Vassily Kandinsky, Joan Miró, pour lesquels ce signe détient « une forte présence plastique, associée aux graffitis obscènes et aux dessins d'enfants, de même qu'à la stylisation expressive de la silhouette et du visage » et René Magritte qui, entre 1947 et 1952 introduit à plusieurs reprises le signe de la Poire dans ses oeuvres, en particulier Le Lyrismeet Alice au pays des merveilles.
À la fin du XXe siècle, le motif de la poire est exploité à plusieurs reprises par des caricaturistes pour représenter des personnalités politiques: dans les années 1970, Philip Guston l'utilise contre Richard Nixon ; dans les années 1980, Hans Traxler contre Helmut Kohl ; dans les années 1990, Wiaz contre Édouard Balladur ; et au début du XXIe siècle elle est à nouveau utilisée pour moquer François Hollande. Fabrice Erre en tire la conclusion que la Poire est un signe graphique destiné à souligner l'inflexion bourgeoise d'une politique, parvenu à maturation durant la monarchie de Juillet, mais qui n'a rien perdu depuis de son efficacité.